# Praha, Staré Město (volební obvod Českého zemského sněmu)
Praha, Staré Město byl volební obvod na pražském Starém Městě, který volil dva poslance Českého zemského sněmu. V rámci kuriového volebního systému se jednalo o skupinu měst a průmyslových míst. Volební obvod byl zřízen s ustavením voleného sněmu v roce 1861 a definitivně zanikl se vznikem Československa roku 1918.

## Charakteristika obvodu
| Rok              | 1872  | 1873  | 1874  | 1875  | 1876  | 1877  | 1878  | 1883  | 1889  | 1895  | 1901  | 1908  |
| ---------------- | ----- | ----- | ----- | ----- | ----- | ----- | ----- | ----- | ----- | ----- | ----- | ----- |
| Počet voličů     | 1 744 | 1 715 | 1 450 | 1 452 | 1 671 | 1 354 | 1 252 | 1 027 | 3 100 | 2 415 | 2 129 | 3 154 |
| Účast ve volbách | 79,2  | 68,1  | 76,1  | 65,8  | 53,4  | 54,4  | 64,4  | 62,8  | 68,8  | 39,2  | 35,1  | 76,0  |

Volby probíhaly většinovým systémem blokového hlasování, kdy měl každý volič dva hlasy; pokud první dva kandidáti nezískali více než 50 % hlasů, konalo se další kolo hlasování. V historii obvodu se tak stalo pouze dvakrát - v letech 1889 a 1908. Volební právo bylo po celou dobu existence okresu omezené podle daňového cenzu, volit mohli pouze občané daných měst platící alespoň 5 zlatých přímých daní. Volební řád nespecifikoval pohlaví oprávněných voličů, v praxi však úřady k volbám připouštěly pouze muže. Pro příklad omezeného volebního práva je možno uvést situaci ze zemských voleb 1908, kdy mělo volební právo něco přes 8 % občanského obyvatelstva.
V obvodě měli silné postavení staročeši, a to až do zemských voleb roku 1895, kdy je v pozici dominantní strany (stejně jako ve zbytku království) vystřídali mladočeši. Zejména v prvních dekádách existence obvodu se také odehrávaly souboje s německou ústavověrnou stranou, jejíž kandidáti obvykle získali 20-30 procent hlasů. Nejtěsnější souboj se konal ve volbách 1889, kdy staročeští kandidáti vyhráli v užší volbě jen s velmi malým náskokem nad mladočechy (získali 52,8 %, resp, 50,7 % hlasů). V ostatních volbách měli vítězní kandidáti jasnou většinu.

## Seznam poslanců
| Volby         | Poslanec | Poslanec             | Strana    | Poslanec             | Poslanec                 | Strana    |
| ------------- | -------- | -------------------- | --------- | -------------------- | ------------------------ | --------- |
| 1861          |          | Josef František Frič | staročeši |                      | Leopold Hasner von Artha | nezávislý |
| 1867 (leden)  |          | František Pštross    | staročeši |                      | Václav Bělský            | staročeši |
| 1867 (březen) |          | František Pštross    | staročeši |                      | Václav Bělský            | staročeši |
| 1872          |          | František Pštross    | staročeši |                      | Václav Bělský            | staročeši |
| 1873 dopl.    |          | František Pštross    | staročeši | Karel Leopold Klaudy | staročeši                |           |
| 1874 dopl.    |          | František Pštross    | staročeši | Karel Leopold Klaudy | staročeši                |           |
| 1875 dopl.    |          | František Pštross    | staročeši | Karel Leopold Klaudy | staročeši                |           |
| 1876 dopl.    |          | František Pštross    | staročeši | Karel Leopold Klaudy | staročeši                |           |
| 1877 dopl.    |          | Karel Kleinberg      | staročeši | Karel Leopold Klaudy | staročeši                |           |
| 1878          |          | Alois Oliva          | staročeši | Karel Leopold Klaudy | staročeši                |           |
| 1883          |          | Tomáš Černý          | staročeši |                      | Bohumil Bondy            | staročeši |
| 1889          |          | Jindřich Šolc        | staročeši |                      | Antonín Wiehl            | staročeši |
| 1895          |          | Jan Podlipný         | mladočeši |                      | Václav Němec             | mladočeši |
| 1901          |          | Jan Podlipný         | mladočeši |                      | Václav Němec             | mladočeši |
| 1908          |          | Jan Podlipný         | mladočeši |                      | Václav Němec             | mladočeši |

## Volby

### Volby 1908
| Zemské volby 1908        |                          |                          |             |             |             |            |            |            |
| Kandidát                 | Kandidát                 | Strana                   | První volba | První volba | První volba | Užší volba | Užší volba | Užší volba |
| Kandidát                 | Kandidát                 | Strana                   | Hlasy       | %           | ±%          | Hlasy      | %          | ±%         |
|                          | Jan Podlipný             | Mladočeši                | 1 104       | 46,2        | -45,6       | 1 280      | 60,8       |            |
|                          | Václav Němec             | Mladočeši                | 1 086       | 45,4        | -46,3       | 1 268      | 60,3       |            |
|                          | Tomáš Garrigue Masaryk   | Realisté                 | 582         | 24,3        |             | 782        | 37,2       |            |
|                          | Václav Bouček            | Realisté                 | 332         | 13,9        |             | 605        | 28,8       |            |
|                          | Josef Růžička            | Staročeši                | 372         | 15,6        |             | 204        | 9,7        |            |
|                          | Heřman Vopálka           | Staročeši                | 176         | 7,4         |             | 104        | 4,9        |            |
|                          | Anton Frank              | německý kandidát         | 372         | 15,6        |             |            |            |            |
|                          | Wilhelm Wertheimer       | německý kandidát         | 361         | 15,1        |             |            |            |            |
|                          | Karel Vrátný             | Spojení katolíci         | 113         | 4,7         |             |            |            |            |
|                          | František V. Buk         | Spojení katolíci         | 82          | 3,4         |             |            |            |            |
|                          | František Modráček       | Sociální demokraté       | 82          | 3,4         |             |            |            |            |
|                          | František Čermák         | Sociální demokraté       | 77          | 3,2         |             |            |            |            |
|                          | roztříštěné hlasy        | roztříštěné hlasy        | 12          | 0,3         | -6,4        | 9          | 0,2        |            |
| neplatné a prázdné hlasy | neplatné a prázdné hlasy | neplatné a prázdné hlasy | 7           | 0,3         |             | 4          | 0,2        |            |
| Celkem/účast             | Celkem/účast             | Celkem/účast             | 2 398       | 76,0        | +40,9       | 2 107      | 66,8       |            |
|                          | Mladočeši obhájili       | Mladočeši obhájili       | ±           |             |             |            |            |            |
|                          | Mladočeši obhájili       | Mladočeši obhájili       | ±           |             |             |            |            |            |

### Volby 1901
| Zemské volby 1901        |                          |                          |             |             |             |
| Kandidát                 | Kandidát                 | Strana                   | První volba | První volba | První volba |
| Kandidát                 | Kandidát                 | Strana                   | Hlasy       | %           | ±%          |
|                          | Václav Němec             | Mladočeši                | 682         | 91,8        | -1,6        |
|                          | Jan Podlipný             | Mladočeši                | 681         | 91,7        | -3,9        |
|                          | Alfréd Meissner          | Sociální demokraté       | 38          | 5,1         |             |
|                          | Karel Cífka              | Sociální demokraté       | 34          | 4,6         |             |
|                          | roztříštěné hlasy        | roztříštěné hlasy        | 51          | 6,7         | -2,3        |
| neplatné a prázdné hlasy | neplatné a prázdné hlasy | neplatné a prázdné hlasy | 5           | 0,7         |             |
| Celkem/účast             | Celkem/účast             | Celkem/účast             | 748         | 35,1        | -4,1        |
|                          | Mladočeši obhájili       | Mladočeši obhájili       | ±           |             |             |
|                          | Mladočeši obhájili       | Mladočeši obhájili       | ±           |             |             |

### Volby 1895
| Zemské volby 1895        |                                 |                                 |             |             |             |
| Kandidát                 | Kandidát                        | Strana                          | První volba | První volba | První volba |
| Kandidát                 | Kandidát                        | Strana                          | Hlasy       | %           | ±%          |
|                          | Jan Podlipný                    | Mladočeši                       | 884         | 95,6        |             |
|                          | Václav Němec                    | Mladočeši                       | 864         | 93,4        |             |
|                          | roztříštěné hlasy               | roztříštěné hlasy               | 83          | 9,0         | +7,5        |
| neplatné a prázdné hlasy | neplatné a prázdné hlasy        | neplatné a prázdné hlasy        | 22          | 2,3         |             |
| Celkem/účast             | Celkem/účast                    | Celkem/účast                    | 947         | 39,2        | -29,6       |
|                          | Mladočeši získali od staročechů | Mladočeši získali od staročechů | ±           |             |             |
|                          | Mladočeši získali od staročechů | Mladočeši získali od staročechů | ±           |             |             |

### Volby 1889
| Zemské volby 1889        |                    |                    |             |             |             |            |            |            |
| Kandidát                 | Kandidát           | Strana             | První volba | První volba | První volba | Užší volba | Užší volba | Užší volba |
| Kandidát                 | Kandidát           | Strana             | Hlasy       | %           | ±%          | Hlasy      | %          | ±%         |
|                          | Jindřich Šolc      | Staročeši          | 877         | 41,2        |             | 891        | 52,8       |            |
|                          | Antonín Wiehl      | Staročeši          | 826         | 38,7        |             | 856        | 50,7       |            |
|                          | Gabriel Blažek     | Mladočeši          | 891         | 41,8        |             | 816        | 48,3       |            |
|                          | Jan Vorlíček       | Mladočeši          | 857         | 40,2        |             | 797        | 47,2       |            |
|                          | Alexander Richter  | Němečtí liberálové | 392         | 18,4        |             |            |            |            |
|                          | Otto Forchheimer   | Němečtí liberálové | 392         | 18,4        |             |            |            |            |
|                          | roztříštěné hlasy  | roztříštěné hlasy  | 33          | 1,5         | -1,4        | 18         | 1,1        |            |
| neplatné a prázdné hlasy |                    |                    |             |             |             |            |            |            |
| Celkem/účast             | Celkem/účast       | Celkem/účast       | 2 134       | 68,8        | +6,0        | 1 689      | 54,5       |            |
|                          | Staročeši obhájili | Staročeši obhájili | ±           |             |             |            |            |            |
|                          | Staročeši obhájili | Staročeši obhájili | ±           |             |             |            |            |            |

### Volby 1883
| Zemské volby 1883        |                    |                    |             |             |             |
| Kandidát                 | Kandidát           | Strana             | První volba | První volba | První volba |
| Kandidát                 | Kandidát           | Strana             | Hlasy       | %           | ±%          |
|                          | Tomáš Černý        | Staročeši          | 465         | 72,1        |             |
|                          | Bohumil Bondy      | Staročeši          | 453         | 70,2        |             |
|                          | Josef Halla        | Ústavověrný        | 178         | 27,6        |             |
|                          | Arnold Rosenbacher | Ústavověrný        | 175         | 27,1        |             |
|                          | roztříštěné hlasy  | roztříštěné hlasy  | 19          | 2,9         | +2,4        |
| neplatné a prázdné hlasy |                    |                    |             |             |             |
| Celkem/účast             | Celkem/účast       | Celkem/účast       | 645         | 62,8        | -1,6        |
|                          | Staročeši obhájili | Staročeši obhájili | ±           |             |             |
|                          | Staročeši obhájili | Staročeši obhájili | ±           |             |             |

### Volby 1878
| Zemské volby 1878        |                          |                          |             |             |             |
| Kandidát                 | Kandidát                 | Strana                   | První volba | První volba | První volba |
| Kandidát                 | Kandidát                 | Strana                   | Hlasy       | %           | ±%          |
|                          | Alois Oliva              | Staročeši                | 542         | 67,8        |             |
|                          | Karel Leopold Klaudy     | Staročeši                | 540         | 67,6        | -9,5        |
|                          | Adolf Dittrich           | Ústavověrný              | 258         | 32,3        |             |
|                          | Ludwig Bendiener         | Ústavověrný              | 254         | 31,8        |             |
|                          | roztříštěné hlasy        | roztříštěné hlasy        | 4           | 0,5         | +0,5        |
| neplatné a prázdné hlasy | neplatné a prázdné hlasy | neplatné a prázdné hlasy | 7           | 0,9         |             |
| Celkem/účast             | Celkem/účast             | Celkem/účast             | 806         | 64,4        | +10,0       |
|                          | Staročeši obhájili       | Staročeši obhájili       | ±           |             |             |
|                          | Staročeši obhájili       | Staročeši obhájili       | ±           |             |             |

### Doplňovací volby 1877
| Doplňovací zemské volby 1877 |                          |                          |             |             |             |
| Kandidát                     | Kandidát                 | Strana                   | První volba | První volba | První volba |
| Kandidát                     | Kandidát                 | Strana                   | Hlasy       | %           | ±%          |
|                              | Karel Leopold Klaudy     | Staročeši                | 559         | 77,1        | +3,7        |
|                              | Karel Kleinberg          | Staročeši                | 557         | 76,8        |             |
|                              | Dr. Helly                | Ústavověrný              | 167         | 23,0        |             |
|                              | Rudolf Haase             | Ústavověrný              | 167         | 23,0        |             |
| neplatné a prázdné hlasy     | neplatné a prázdné hlasy | neplatné a prázdné hlasy | 12          | 1,6         |             |
| Celkem/účast                 | Celkem/účast             | Celkem/účast             | 737         | 54,4        | +1,0        |
|                              | Staročeši obhájili       | Staročeši obhájili       | ±           |             |             |
|                              | Staročeši obhájili       | Staročeši obhájili       | ±           |             |             |

### Doplňovací volby 1876
| Doplňovací zemské volby 1876 |                      |                    |             |             |             |
| Kandidát                     | Kandidát             | Strana             | První volba | První volba | První volba |
| Kandidát                     | Kandidát             | Strana             | Hlasy       | %           | ±%          |
|                              | Karel Leopold Klaudy | Staročeši          | 655         | 73,4        | +6,7        |
|                              | František Pštross    | Staročeši          | 654         | 73,3        | +6,1        |
|                              | Wenzel Worowka       | Ústavověrný        | 224         | 25,1        | -6,1        |
|                              | Franz Fürst          | Ústavověrný        | 216         | 24,2        | -6,3        |
|                              | Karel Sladkovský     | Mladočeši          | 4           | 0,4         | -0,9        |
|                              | roztříštěné hlasy    | roztříštěné hlasy  | 31          | 3,5         | +0,9        |
| neplatné a prázdné hlasy     |                      |                    |             |             |             |
| Celkem/účast                 | Celkem/účast         | Celkem/účast       | 892         | 53,4        | -12,4       |
|                              | Staročeši obhájili   | Staročeši obhájili | ±           |             |             |
|                              | Staročeši obhájili   | Staročeši obhájili | ±           |             |             |

### Doplňovací volby 1875
| Doplňovací zemské volby 1875 |                      |                    |             |             |             |
| Kandidát                     | Kandidát             | Strana             | První volba | První volba | První volba |
| Kandidát                     | Kandidát             | Strana             | Hlasy       | %           | ±%          |
|                              | František Pštross    | Staročeši          | 642         | 67,2        | +2,8        |
|                              | Karel Leopold Klaudy | Staročeši          | 638         | 66,7        | +2,7        |
|                              | Wenzel Worowka       | Ústavověrný        | 298         | 31,2        | -3,9        |
|                              | Franz Fürst          | Ústavověrný        | 292         | 30,5        | -4,1        |
|                              | Karel Sladkovský     | Mladočeši          | 12          | 1,3         |             |
|                              | Julius Grégr         | Mladočeši          | 5           | 0,5         |             |
|                              | roztříštěné hlasy    | roztříštěné hlasy  | 25          | 2,6         | +0,3        |
| neplatné a prázdné hlasy     |                      |                    |             |             |             |
| Celkem/účast                 | Celkem/účast         | Celkem/účast       | 956         | 65,8        | -10,3       |
|                              | Staročeši obhájili   | Staročeši obhájili | ±           |             |             |
|                              | Staročeši obhájili   | Staročeši obhájili | ±           |             |             |

### Doplňovací volby 1874
| Doplňovací zemské volby 1874 |                          |                          |             |             |             |
| Kandidát                     | Kandidát                 | Strana                   | První volba | První volba | První volba |
| Kandidát                     | Kandidát                 | Strana                   | Hlasy       | %           | ±%          |
|                              | František Pštross        | Staročeši                | 706         | 64,5        | -4,3        |
|                              | Karel Leopold Klaudy     | Staročeši                | 701         | 64,0        | -5,2        |
|                              | Wenzel Worowka           | Ústavověrný              | 384         | 35,1        |             |
|                              | Franz Fürst              | Ústavověrný              | 379         | 34,6        |             |
|                              | roztříštěné hlasy        | roztříštěné hlasy        | 25          | 2,3         | +1,4        |
| neplatné a prázdné hlasy     | neplatné a prázdné hlasy | neplatné a prázdné hlasy | 8           | 0,7         |             |
| Celkem/účast                 | Celkem/účast             | Celkem/účast             | 1 103       | 76,1        | +8,0        |
|                              | Staročeši obhájili       | Staročeši obhájili       | ±           |             |             |
|                              | Staročeši obhájili       | Staročeši obhájili       | ±           |             |             |

### Doplňovací volby 1873
| Doplňovací zemské volby 1873 |                          |                          |             |             |             |
| Kandidát                     | Kandidát                 | Strana                   | První volba | První volba | První volba |
| Kandidát                     | Kandidát                 | Strana                   | Hlasy       | %           | ±%          |
|                              | Karel Leopold Klaudy     | Staročeši                | 805         | 69,2        |             |
|                              | František Pštross        | Staročeši                | 800         | 68,8        | +4,6        |
|                              | Dr. Helly                | Ústavověrný              | 354         | 30,4        |             |
|                              | Franz Schier             | Ústavověrný              | 351         | 30,2        |             |
|                              | roztříštěné hlasy        | roztříštěné hlasy        | 11          | 0,9         | +0,4        |
| neplatné a prázdné hlasy     | neplatné a prázdné hlasy | neplatné a prázdné hlasy | 3           | 0,3         |             |
| Celkem/účast                 | Celkem/účast             | Celkem/účast             | 1 168       | 68,1        | -11,1       |
|                              | Staročeši obhájili       | Staročeši obhájili       | ±           |             |             |
|                              | Staročeši obhájili       | Staročeši obhájili       | ±           |             |             |

### Volby 1872
| Zemské volby 1872        |                          |                          |             |             |             |
| Kandidát                 | Kandidát                 | Strana                   | První volba | První volba | První volba |
| Kandidát                 | Kandidát                 | Strana                   | Hlasy       | %           | ±%          |
|                          | Václav Bělský            | Staročeši                | 873         | 64,2        | -30,5       |
|                          | František Pštross        | Staročeši                | 873         | 64,2        | +12,1       |
|                          | Adolf Schwab             | Ústavověrný              | 486         | 35,8        |             |
|                          | Wenzel Worowka           | Ústavověrný              | 486         | 35,8        |             |
|                          | roztříštěné hlasy        | roztříštěné hlasy        | 7           | 0,5         | -1,6        |
| neplatné a prázdné hlasy | neplatné a prázdné hlasy | neplatné a prázdné hlasy | 23          | 1,7         |             |
| Celkem/účast             | Celkem/účast             | Celkem/účast             | 1 382       | 79,2        |             |
|                          | Staročeši obhájili       | Staročeši obhájili       | ±           |             |             |
|                          | Staročeši obhájili       | Staročeši obhájili       | ±           |             |             |

### Volby 1867 (březen)
| Zemské volby 1867 (březen) |                          |                          |             |             |             |
| Kandidát                   | Kandidát                 | Strana                   | První volba | První volba | První volba |
| Kandidát                   | Kandidát                 | Strana                   | Hlasy       | %           | ±%          |
|                            | Václav Bělský            | Staročeši                | 1 023       | 94,7        | -3,4        |
|                            | František Pštross        | Staročeši                | 563         | 52,1        | -2,7        |
|                            | Maximilian Dormitzer     | Ústavověrný              | 551         | 51,0        | +4,7        |
|                            | roztříštěné hlasy        | roztříštěné hlasy        | 23          | 2,1         | +1,2        |
| neplatné a prázdné hlasy   | neplatné a prázdné hlasy | neplatné a prázdné hlasy | 32          | 2,1         |             |
| Celkem/účast               | Celkem/účast             | Celkem/účast             | 1 112       |             |             |
|                            | Staročeši obhájili       | Staročeši obhájili       | ±           |             |             |
|                            | Staročeši obhájili       | Staročeši obhájili       | ±           |             |             |

### Volby 1867 (leden)
| Zemské volby 1867 (leden) |                                  |                                  |             |             |             |
| Kandidát                  | Kandidát                         | Strana                           | První volba | První volba | První volba |
| Kandidát                  | Kandidát                         | Strana                           | Hlasy       | %           | ±%          |
|                           | Václav Bělský                    | Staročeši                        | 916         | 98,1        |             |
|                           | František Pštross                | Staročeši                        | 512         | 54,8        |             |
|                           | Maximilian Dormitzer             | Ústavověrný                      | 432         | 46,3        |             |
|                           | roztříštěné hlasy                | roztříštěné hlasy                | 8           | 0,9         | -3,9        |
| neplatné a prázdné hlasy  |                                  |                                  |             |             |             |
| Celkem/účast              | Celkem/účast                     | Celkem/účast                     | 934         |             |             |
|                           | Staročeši obhájili               | Staročeši obhájili               | ±           |             |             |
|                           | Staročeši získali od nezávislého | Staročeši získali od nezávislého | ±           |             |             |

### Volby 1861
| Zemské volby 1861        |                                |                                |             |             |             |
| Kandidát                 | Kandidát                       | Strana                         | První volba | První volba | První volba |
| Kandidát                 | Kandidát                       | Strana                         | Hlasy       | %           | ±%          |
|                          | Leopold Hasner von Artha       | nezávislý                      | 847         | 87,5        |             |
|                          | Josef František Frič           | Staročeši                      | 518         | 53,5        |             |
|                          | Friedrich Tempsky              | Ústavověrný                    | 225         | 23,2        |             |
|                          | Joseph Schrott                 | Ústavověrný                    | 199         | 20,6        |             |
|                          | Adolf Maria Pinkas             | nezávislý                      | 101         | 10,4        |             |
|                          | roztříštěné hlasy              | roztříštěné hlasy              | 46          | 4,8         |             |
| neplatné a prázdné hlasy | neplatné a prázdné hlasy       | neplatné a prázdné hlasy       | 4           | 0,4         |             |
| Celkem/účast             | Celkem/účast                   | Celkem/účast                   | 972         |             |             |
|                          | nezávislý získal (nový obvod)  | nezávislý získal (nový obvod)  | ±           |             |             |
|                          | Staročeši získali (nový obvod) | Staročeši získali (nový obvod) | ±           |             |             |